# Tyristrand
Tyristrand est un village et une localité de la commune de Ringerike située dans le comté de Buskerud en Norvège. Le village compte, au 1er janvier 2012, 840 habitants pour une surface de 1,26 km2. Il est situé sur la rive ouest du fjord Tyrifjorden. Tyristrand est une ancienne commune de Norvège.

## Histoire
En 1837, le village appartenait au district de Hole. Le 1er juillet 1916, Skjærdalen  et Nakkerud furent extraits de la commune de Hole pour devenir une nouvelle commune nommée Tyristrand. Ce nom a également été donné au centre de la commune à partir du moment où la Poste norvégienne utilisa ce nom en 1918.
Lorsque la Randsfjordbanen fut construite, Tyristrand eut sa propre gare. Le tronçon de Drammen à Tyristrand fut mis en service le 25 novembre 1867, le tronçon de Tyristrand à Hønefoss ouvrit le 13 octobre 1868. Sur la rivière Skjærdalselva fut d'abord construit un pont en bois, remplacé par un pont en pierre en 1923. La gare fut fermée à la fin des années 1980. 
Le 1er janvier 1964, la commune fut intégrée en même temps que la ville d'Hønefoss et les communes rurales de Hole, Norderhov, Ådal, ainsi qu'une petite partie de la commune de Flå, dans la grande et nouvelle commune de Ringerike. Tyristrand comptait alors 1 714 habitants. 

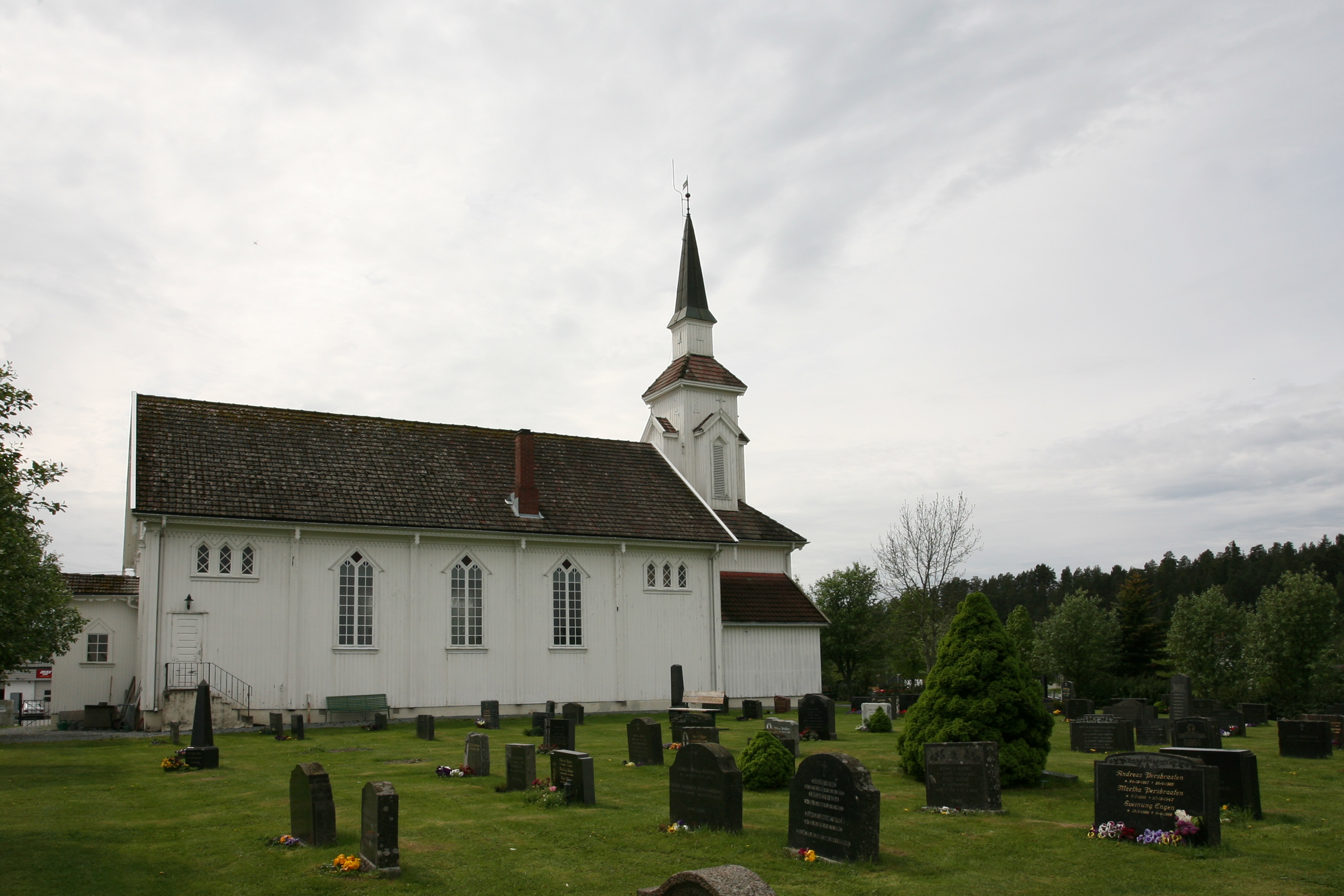
Église de Tyristrand
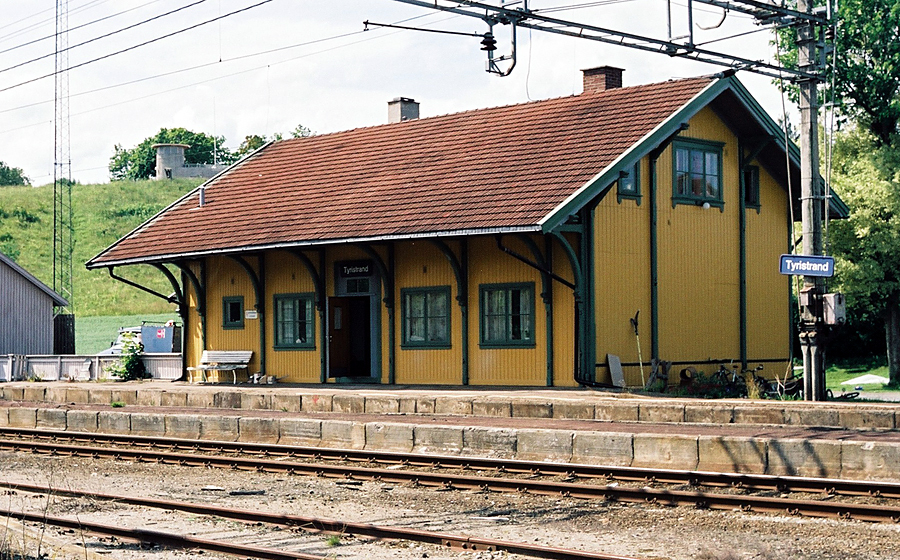
Bâtiment de la gare de Tyristrand
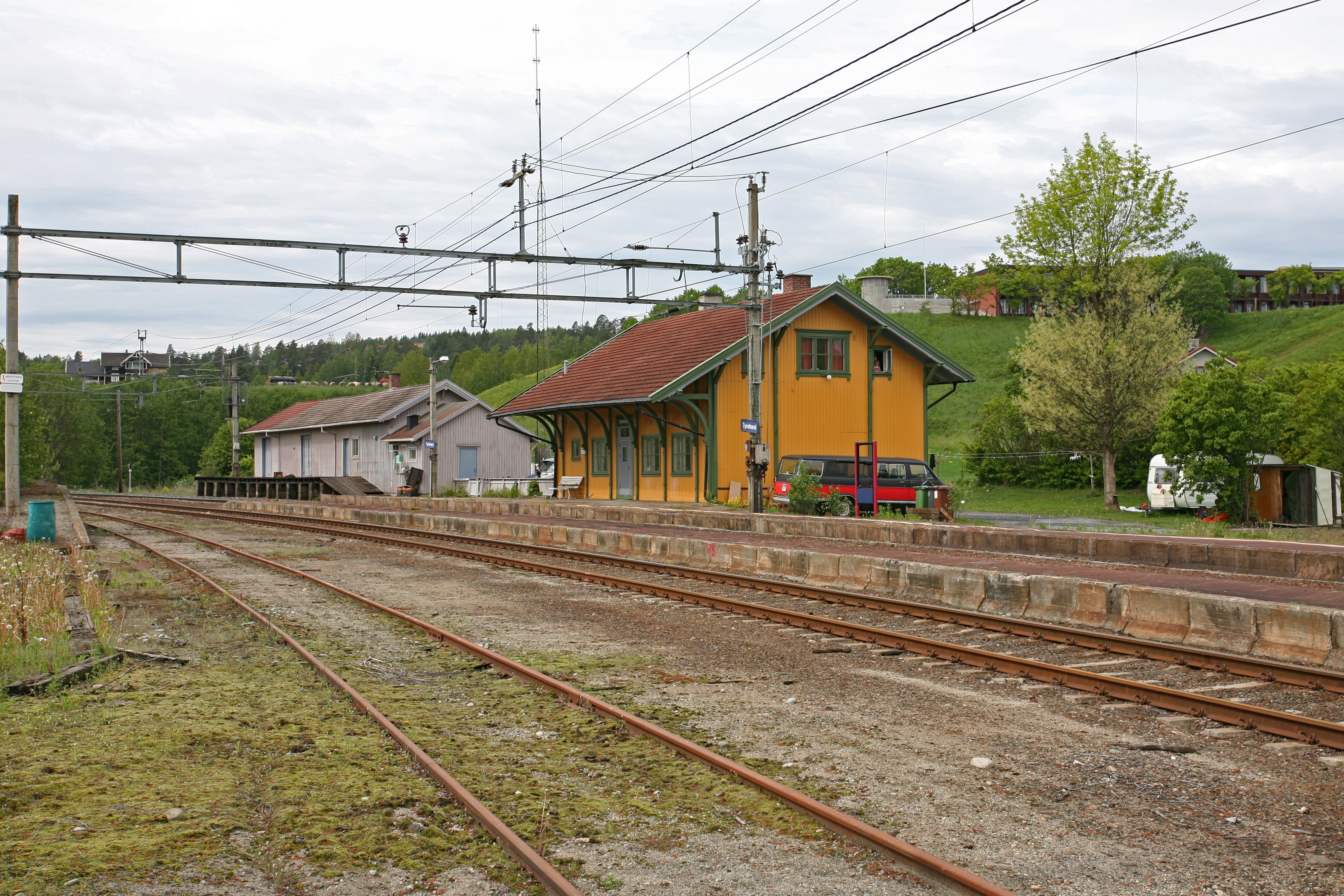
Gare de Tyristrand